# I Second That Emotion
I Second That Emotion (с англ. — «Я разделяю это чувство») — первый эпизод второго сезона мультсериала «Футурама», который вышел в Северной Америке 21 ноября 1999 года.

## Содержание
Бендера раздражает, что его друзья уделяют больше внимания Зубастику, чем ему. В порыве гнева он хладнокровно смывает Зубастика в унитаз. Чтобы дать роботу понять, что чувствуют другие люди, профессор Фарнсворт устанавливает ему чип, передающий эмоции Лилы.
Страдая теперь от тоски по Зубастику, Бендер смывает в канализацию самого себя. Отправившись на выручку, Фрай и Лила обнаруживают целую подземную цивилизацию мутантов, живущих в канализации Нового Нью-Йорка. Там герои узнают легенду об Эль Чупанибрэ — страшном монстре, поедающем крокодилов. Мутанты решают использовать Лилу как наживку для монстра. Лила уверена, что речь идет о Зубастике, и соглашается. Однако Эль Чупанибрэ оказывается настоящим монстром, и Лиле приходится научиться игнорировать чужие чувства, чтобы Бендер смог дать отпор чудовищу.

## Персонажи
Список новых или периодически появляющихся персонажей сериала
- Армандо
- Калькулон
- Дебют: Дэйв Шпигель и Флафферз
- Дебют: Дуайн
- Дебют: Эль Чупанибрэ
- Дебют: Лег
- Зубастик
- Дебют: Раоул
- Дебют: Туранга Моррис и Манда (на фоне)
- Дебют: Ветеринар Джеффри Грант
- Дебют: Виолет